# San Juan (kommun), Departamento de Intibucá
San Juan är en kommun i Honduras.   Den ligger i departementet Departamento de Intibucá, i den västra delen av landet, 140 km väster om huvudstaden Tegucigalpa. Antalet invånare är 8 879. Arean är 177 kvadratkilometer.
Terrängen i San Juan är kuperad åt sydväst, men åt nordost är den bergig.